# محمد محسن عطروش

## نشأته
ولد الفنان مُحَمَّد مُحْسِن عَطْرُوش في قرية المحل مديرية زنجبار محافظة أبين عام 1940م في أسرة بسيطة تعول اثني عشر أخاً وأختاً، وكان ترتيبه الأول في إخوته الذكور، ووالده هو المُقْرِئ العلامة الشيخ محسن عبد الله عطروش.

## تعليمه
درس الأدب الإنجليزي في مصر، وهو خريج جامعة القاهرة في الأدب الإنجليزي، وهو خريج سنة 1967م. أجاد الإنجليزية لغةً وأدباً بجدارة، وحصل على وسام عيد المعلم في عهد الزعيم جمال عبد الناصر رحمه الله.
وبعدها عمل معلما لِلُّغَة الإنجليزية والرياضيات أيضاً، وبعد أن أصبح فناناً مرموقاً نُقل إلى وزارة الثقافة.
بدأ الغناء في العام 1958م، وقد غنّى ولحّن أشهر الأغاني في تلك الفترة، وهو أول من غَنَّى الأغنية الوطنية للوطن ضد الاستعمار البريطاني لعدن مطلعها 
بَرَّع يا استعمار بَرَّع
من أرض الأحرار بَرَّع
برع ولى الليل يضويك التيار برع
تيار القومية
تيار الحرية برع
برع برع برع يا استعمار
من ارض الاحرار برع
تياري الجبار
خلى شعبي ثار
تيار الجنوب يشعلك الجمرة
تياري بركان
من اجل الانسان
اشعل في ردفان من رعد الثورة

## من أهم أعماله
له عدد من الأشعار والاجتهادات والمفاهيم في الأغنية الشعبية والفلكلور. قال البعض عنه إنه متخصص في الأغاني الفلكلورية الخاصة بالزراعة 
سبولة رعيان ورد عليهم بقوله: هذه تجربتي بدأت بالفلكلورية لم أتطرق للونٍ آخر، وعندها قالوا: لا يستطيع أن يقدم أغنية عاطفية البتة، ولكنه برهن لهم قدرته وقدم لهم أغنية  من أجمل ما يكون، عنوانها كلمة من كلمات أحد شعراء أبين، ونجحت الأغنية نجاحاً باهر.
يُعد من أهم الملحنين في تاريخ الأغنية اليمنية والعربية وألحانه كانت جواز مرور لأكثر المطربين اليمنيين.
غنى له محمد صالح العزاني وأحمد علي قاسم وعوض أحمد وصباح منصر ورجاء باسودان ومحمد سعيد منصر وعبد الكريم توفيق.
من بعض روائعه الخالدة التي كانت من كلمات رفيق عمره عمر عبد الله نسير:
1. يا رب من له حبيب لا تحرمه من حبيبه
2. جاني جوابك علي
3. التوبة با يعود
4. مر طيفك
5. تسألني كيف الحال
6. ليه كذا بالله
7. متى يا هاجري
8. أنا أترجاك
9. نازح بعيد
10. يا لومتك
11. أنا وهو انظلمنا
12. بالله اعطني من دهلك سبوله واشارح (غناها عيدروس الجعدني )
13. بايعات البلس
14. هيب هيب
15. يا هلي
16. مطنوش والنوبي
17. أبو منصور
18. ذي سرحوا البوش
19. للمه للمه
20. ألا ياحلان الشجر
21. يا عيل يا طائر
22. قالت لي الأيام
23. وعدتني بالوصل
24. العيش والملح
25. وا ليل بوه
26. سير بالباكر
27. حطوب سيلوه
28. هي كلمة
29. ودعتك
30. قالت كرهتك
31. يا نازلين الجبل
32. المحبة بالرضى
33. زعلان مني

ومن كلماته هو:
1. أنا بازوكة
2. يا شباب
3. راح مني حبيبي
4. ما على العاشق
5. عاملوني صفا
6. بَرَّع يا استعمار
7. عهد الهوى
8. أُمَّاه
9. يا لحج يا ضالع
10. بوس التراب
11. صباح الخير
12. يا ابن الوطن
13. الشعب يشتي حساب
14. من خان لا كان
15. فراق الأحبة
16. الجيش
17. أنت حبيبي
18. يا جيل صاعد